# Ridderorden in Malakka
Dit is een lijst van ridderorden in de Maleisische staat Malakka.

## Achtergrond
Het sultanaat Malakka, een van de oudste en voornaamste staten op het schiereiland Malakka viel op 24 augustus 1511 in handen van de Portugese veroveraar Alfonso d'Albuquerque. Het sultanaat werd nooit hersteld en viel achtereenvolgens in Nederlandse en na 1824 Britse handen.
Toen de Maleisische federatie gesticht werd, werd Malakka een van de vier territoria. Het gebied is nu deel van het koninkrijk Maleisië en wordt door een door de Yang di-Pertuan Agong benoemde Commissaris des Konings of Yang Di-Pertuan Negeri bestuurd.
De opeenvolgende Yang Di-Pertuan Negeri hebben ridderorden en onderscheidingen ingesteld.

## Ridderorden
- De Orde van Verdienste, in het Maleis "Dato' Kurnia Setia Jasa" geheten bestond van 1962 tot 1978.

- De Meest Eervolle Orde van Malakka, in het Maleis "Darjah Utama Negeri Melaka", "The Premier Order of Malacca State" of "Most Honourable Order of Melaka" geheten werd in 1978 ingesteld.

- De Meest Verheven Orde van Malakka, in het Maleis "Darjah Gemilang Seri Melaka" of Most Exalted Order of Melaka geheten werd in 1983 ingesteld.

- De Meest Illustere Orde van Malakka, in het Maleis "Darjah Cemerlang Seri Melaka" of "Most Illustrious Order of Melaka" geheten werd in 1978 ingesteld.

- De Voorname Ster van Malakka, "Bintang Cemerlang Melaka" of "Melaka Distinguished Star" werd in 1988 ingesteld.

De drie orden van Malakka onderscheiden zich in prefix maar het lint is gelijk. Men zou daarom van één enkele orde met meerdere graden kunnen spreken temeer daar de Commandeur geacht wordt tot de "Orde van Malakka", zonder epitheton ornans te behoren.
De Commissaris des Konings, de Malakka Yang di-Pertua Negri, verdeelt de onderscheidingen op zijn verjaardag. Aan de hoogste graden is adeldom verbonden.